# Akademia UT Skënderbeu Tirana
KS Akademia UT Skënderbeu Tirana – albański klub piłkarski, mający siedzibę w stolicy kraju, mieście Tirana.

## Historia
Chronologia nazw:
- 1951: KS Luftëtari i Shkollës së Bashkuar e Oficerëve "Enver Hoxha"
- 1969: KS 8 Nëntori Tiranë
- 1991: KS Shkolla e Bashkuar e Oficerëve Tiranë
- 1992: KS Akademia UT "Skënderbeu" Tiranë

Klub sportowy Luftëtari i Shkollës së Bashkuar e Oficerëve "Enver Hoxha" został założony w miejscowości Tirana w 1951 roku i reprezentowała Wojskową Szkołę Zjednoczoną Oficerów "Enver Hoxha". W sezonie 1951 zespół startował w Kategoria e Dytë. Po rozszerzeniu pierwszej ligi w 1952 roku zakwalifikował się do Kategoria e Parë. W debiutowym sezonie 1952 zajął 3.miejsce w grupie C. W kolejnych sezonach zajmował 7 i 5.pozycję. W sezonie 1955 uplasował się na 8 lokacie, ale z powodu skrócenia ligi do 9 drużyn został zdegradowany. Przez kilka lat klub nie brał udziału w mistrzostwach, dopiero w sezonie 1969/70 z nazwą 8 Nëntori Tirana zagrał w Kategoria e Dytë. Po zakończeniu sezonu 1971/72 klub zrezygnował z dalszych występów w mistrzostwach. W 1991 został przemianowany na Shkolla e Bashkuar e Oficerëve (pol. Szkoła Zjednoczona Oficerów), a w sezonie 1991/92 zwyciężył w półfinale Kategoria e Tretë. Oba zwycięzcy bez rozegrania finału otrzymali promocję do drugiej ligi. W następnym sezonie 1992/93 zespół z nazwą Akademia UT "Skënderbeu" występował w grupie D Kategoria e Dytë, ale potem ponownie zrezygnował z dalszych występów.

## Barwy klubowe, strój
| Czerwony | Czarny |

Klub ma barwy czerwono-czarne. Zawodnicy domowe spotkania zazwyczaj grają w czerwonych koszulkach, czarnych spodenkach oraz czarnych getrach.

## Sukcesy

### Trofea międzynarodowe
Nie uczestniczył w rozgrywkach europejskich (stan na 31-05-2019).

### Trofea krajowe
| \| \| Zdobyte trofea w rozgrywkach Albanii (stan na: 31-05-2019) \| |                                                            |      |              |
| Rozgrywki                                                           | Osiągnięcie                                                | Razy | Sezon(y)     |
| Mistrzostwo                                                         | I miejsce                                                  | 0    |              |
| Mistrzostwo                                                         | II miejsce                                                 | 0    |              |
| Mistrzostwo                                                         | III miejsce                                                | 0    |              |
| Mistrzostwo                                                         | 3.miejsce                                                  | 1    | 1952 (gr. C) |
| Puchar                                                              | zdobywca                                                   | 0    |              |
| Puchar                                                              | finalista                                                  | 0    |              |
| Puchar                                                              | półfinalista                                               | 2    | 1952, 1954   |
| II liga                                                             | I miejsce                                                  | 0    |              |
| II liga                                                             | II miejsce                                                 | 0    |              |
| II liga                                                             | III miejsce                                                | 0    |              |
| Albania                                                             | Zdobyte trofea w rozgrywkach Albanii (stan na: 31-05-2019) |      |              |

- Kategoria e Tretë (D3):
  - półfinalista (1x): 1991/92

## Poszczególne sezony

### Rozgrywki międzynarodowe

#### Europejskie puchary
Nie uczestniczył w rozgrywkach europejskich.

### Rozgrywki krajowe
| \| Albania \| Bilans występów klubu w rozgrywkach piłkarskich Albanii (Stan na 31 maja 2019 r.) \| \| |                                                                                   |        |       |   |   |   |    |    |     |           |        |        |      |
| Poziom                                                                                                | Rozgrywki                                                                         | Sezony | Mecze | Z | R | P | B+ | B– | Pkt | Lata      | Awanse | Spadki | Naj. |
| I | Kategoria e Parë/Kategoria Superiore                                              | 4      |       |   |   |   |    |    |     | 1952–1955 | 0      | 1      | 3    |
| II | Kategoria e Dytë/Kategoria e Parë                                                 | ?      |       |   |   |   |    |    |     | ?         | ?      | ?      | ?    |
| III                                                                                                   | Kategoria e Tretë/Kategoria e Dytë                                                | ?      |       |   |   |   |    |    |     | ?         | ?      | ?      | ?    |
| | Puchar Albanii                                                                    | ?      |       |   |   |   |    |    |     | od 1952   | 0      | 0      | 1/2  |
| Albania                                                                                               | Bilans występów klubu w rozgrywkach piłkarskich Albanii (Stan na 31 maja 2019 r.) |        |       |   |   |   |    |    |     |           |        |        |      |

## Struktura klubu

### Stadion
Klub piłkarski rozgrywa swoje mecze domowe na stadionie Kombëtar „Qemal Stafa” w Tiranie, który może pomieścić 19700 widzów.

### Inne sekcje
Klub prowadzi drużyny dla dzieci i młodzieży w każdym wieku.

## Kibice i rywalizacja z innymi klubami

### Rywalizacja
Największymi rywalami klubu są inne zespoły z okolic.

### Derby
- Dinamo Tirana
- Partizani Tirana
- SK Tirana
- Spartaku Tirana